# Xu Sicun
Xu Sicun (5 juni 1992) is een Chinese freestyleskiester.

## Carrière
Bij haar wereldbekerdebuut, op 17 december 2010 in Beida Lake, eindigde Xu direct op de achtste plaats. Twee dagen later, op 19 december 2010, stond de Chinese in Beida Lake voor de eerste maal in haar carrière op het podium van een wereldbekerwedstrijd. Op de wereldkampioenschappen freestyleskiën 2013 in Voss eindigde ze als vierde op het onderdeel aerials.
In Kreischberg nam Xu deel aan de wereldkampioenschappen freestyleskiën 2015. Op dit toernooi eindigde ze als achtste op het onderdeel aerials. Op de wereldkampioenschappen freestyleskiën 2019 in Park City eindigde de Chinese als veertiende op het onderdeel aerials.

## Resultaten

### Wereldkampioenschappen
| Jaar | Plaats      | Resultaten  |
| ---- | ----------- | ----------- |
| 2013 | Voss        | 4e Aerials  |
| 2015 | Kreischberg | 8e Aerials  |
| 2019 | Park City   | 14e Aerials |

### Wereldbeker
Eindklasseringen
| Seizoen   | Algm | AE     |
| --------- | ---- | ------ |
| 2010/2011 | 39e  | 12e    |
| 2011/2012 | 52e  | 15e    |
| 2012/2013 | 97e  | 23e    |
| 2013/2014 | 41e  | 11e    |
| 2014/2015 | 66e  | 19e    |
| 2017/2018 | 159e | 33e    |
| 2018/2019 | 7e   | Zilver |
| 2019/2020 | 33e  | 5e     |